# 솔로몬 제도의 재외공관 목록

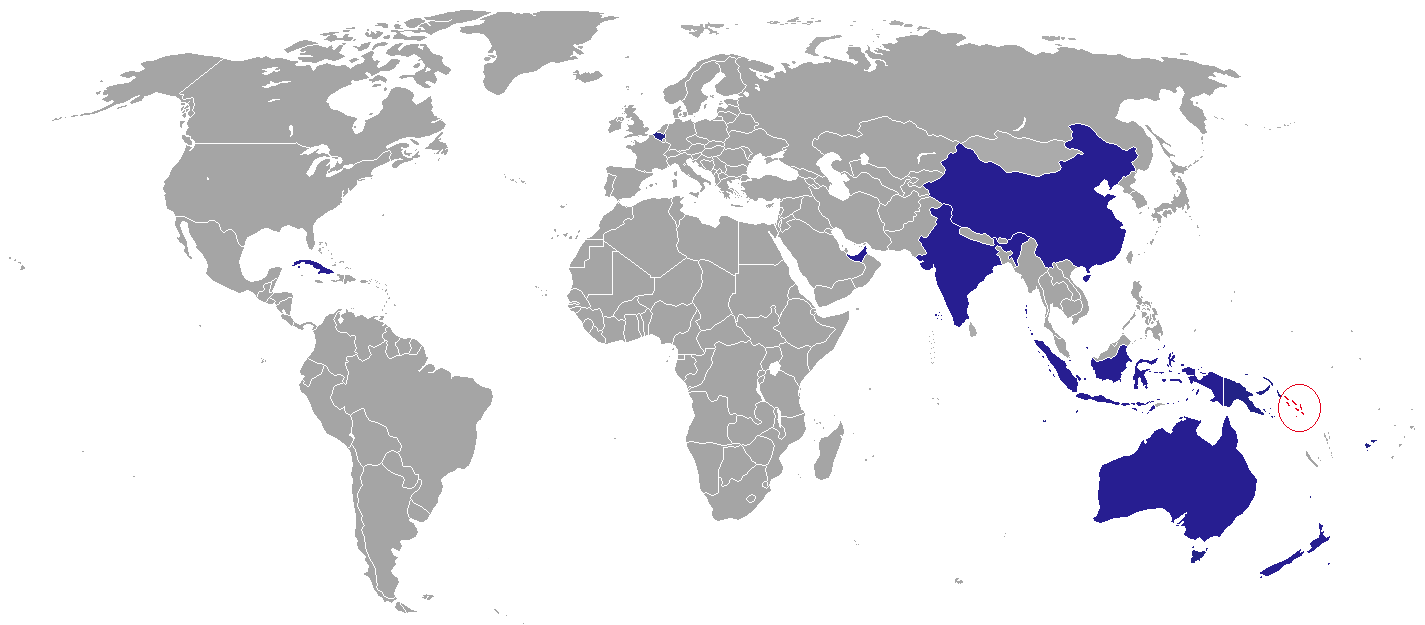
각국에 설치된 솔로몬 제도의 재외공관들:
솔로몬 제도
대사관 또는 고등판무관 사무소

솔로몬 제도의 재외공관 목록은 솔로몬 제도 주재 대사관과 고등판무관 사무소를 각국에 상주시켜 놓는 것을 의미하며, 솔로몬 제도의 재외공관을 나열한 목록이다.

## 아시아
- 중화인민공화국 : 베이징시 (대사관)
- 인도네시아 : 자카르타 (대사관)

## 아메리카
- 쿠바 : 아바나 (대사관)

## 유럽
- 벨기에 : 브뤼셀 (대사관)
- 영국 : 런던 (고등판무관 사무소)

## 오세아니아
- 오스트레일리아 : 캔버라 (고등판무관 사무소)
- 뉴질랜드 : 웰링턴 (고등판무관 사무소)
- 피지 : 수바 (고등판무관 사무소)
- 파푸아뉴기니 : 포트모르즈비 (고등판무관 사무소)

## 대표부
- UN 솔로몬 제도 정부 대표부 : 뉴욕
- EU 솔로몬 제도 정부 대표부 : 브뤼셀

## 같이 보기
- 솔로몬 제도 주재 외국공관 목록